# Argentijnse slangenhalsschildpad
De Argentijnse slangenhalsschildpad of Argentijnse slangenhals (Hydromedusa tectifera) behoort tot de familie slangenhalsschildpadden (Chelidae).

## Naam en indeling
De wetenschappelijke naam van de soort werd voor het eerst voorgesteld door Edward Drinker Cope in 1869. De soort werd later wel beschreven onder de naam Hydromedusa platanensis. De soortaanduiding tectifera betekent vrij vertaald 'drager van een dak'; tectus = dak en fera = dragen.

## Uiterlijke kenmerken
De schildpad kan een rugschildlengte bereiken van dertig centimeter, het schild heeft een ovale vorm. Met name jongere dieren hebben een rij bult-achtige structuren op de achterzijde van ieder wervelschild, bij oudere dieren zijn deze nagenoeg verdwenen. De schildkleur is meestal bruin tot donkerbruin, de rugschilden hebben een vrij ruwe structuur. Het buikschild heeft vaak een geheel gele kleur. Op het buikschild zijn soms donkere vlekjes aanwezig, sommige exemplaren hebben donkere naden tussen de buikschilden. De plastronformule is als volgt: intergul > an >< fem > gul >< abd > pect >< hum.
De voorzijde van het rugschild lijkt iets te zijn uitgerekt om de nek te kunnen verbergen. De schildpad kan de nek niet volledig in het schild bergen, en behoort tot de halswenders (Pleurodira). Het dier vouwt de nek en kop, net zoals alle vertegenwoordigers van deze groep, onder de schildrand in rust of bij verstoring. De poten dragen altijd vier klauwen, tussen de vingers en tenen zijn goed ontwikkelde zwemvliezen aanwezig. De kleur van de kop is donkergrijs tot bruin van kleur, aan de onderzijde van de kop is een brede, donkeromzoomde gele streep aanwezig die loopt van de bek door het trommelvlies tot aan de basis van de nek. De kop heeft een wat uit-stekende snuitpunt, de bovenkaak is niet voorzien van uitstulpingen of inkepingen. De staart heeft een olijfgroene kleur.
Mannetjes zijn van vrouwtjes te onderscheiden door een langere en dikkere staart en een iets holler buikschild. Mannetjes zijn daarnaast van vrouwtjes te onderscheiden doordat ze kleiner blijven en hun rugschild aan de achterzijde lager is dan aan de voorzijde.

### Onderscheid met andere soorten
De enige andere soort in het geslacht Hydromedusa is de Braziliaanse slangenhalsschildpad (Hydromedusa maximiliani), die een rugschildlengte bereikt van maximaal twintig centimeter en verder makkelijk is te onderscheiden aan de gladde rugschilden. De soort lijkt eveneens op de minder sterk verwante matamata (Chelus fimbriatus) vanwege het platte en soms wat puntige schild, maar heeft een veel langere nek en minder camouflerende huidflappen.

## Levenswijze
De Argentijnse slangenhalsschildpad is voornamelijk een carnivoor, die jaagt vanuit een hinderlaag. Het dier ligt stil op de bodem tot er zich een prooi aandient die vervolgens bliksemsnel wordt buitgemaakt met een uithaal van de lange nek. Op het menu staan vooral slakken die met de poten en de bek uit hun huisje kunnen worden getrokken voor ze worden verschalkt. Daarnaast worden andere ongewervelden zoals insecten, tweekleppigen en kreeftachtigen gegeten, evenals amfibieën en kikkervisjes en vissen buitgemaakt.
De meeste schildpadden nemen graag een zonnebad maar dergelijk gedrag is van de Argentijnse slangenhalsschildpad niet bekend. Het dier verlaat soms 's nachts het water maar duikt bij de geringste verstoring weer onder.
De paring vindt plaats van december tot januari, daarna begraaft het vrouwtje de eieren in de bodem van de oever in de nabijheid van de waterlijn. De eieren hebben een witte kleur en een kalkachtige, harde schaal. Ze hebben een langwerpige vorm en zijn ongeveer 21 millimeter breed en 35 mm lang. Als de juvenielen uit het ei kruipen hebben ze een schildlengte van ongeveer 30 millimeter, het oppervlak van het schild is ruwer dan dat van de volwassen exemplaren.

## Verspreiding en habitat
De soort komt voor in delen van Zuid-Amerika en leeft in de landen Brazilië, Uruguay, Paraguay en Argentinië. In Brazilië is de schildpad aangetroffen in de deelstaten São Paulo, Rio Grande do Sul, Rio de Janeiro. Het areaal strekt zich uit van de kuststeden Rio de Janeiro en Montevideo en de grens landinwaarts is de rivier Paraná. De exemplaren die in Paraguay voorkomen, leven in twee geïsoleerde populaties.
De habitat bestaat uit meren, moerassen, kanalen, ondergelopen weilanden, grote vijvers, rivierarmen en 'natte' plantenkwekerijen zoals rijstvelden. De schildpad wordt meestal aangetroffen in wateren met een zachte bodem zoals zand of modder en er is enige tolerantie voor brak water.